# Tambinia boninensis
Tambinia boninensis är en insektsart som beskrevs av Matsumura 1914. Tambinia boninensis ingår i släktet Tambinia och familjen Tropiduchidae. Inga underarter finns listade i Catalogue of Life.